# Yvette Monginou
Yvette Monginou (ép. Trombetta , née le 16 mai 1927 à Castres où elle est morte le 16 février 2023,,) est une athlète française, spécialiste des épreuves de sprint.

## Palmarès
- 13 sélections en Équipe de France A

Championnats de France Élite :
- - Championne de France du 80 m haies en 1948, 1949 et 1952
- - Championne de France du 100 m en 1951
- - Championne de France du 200 m en 1953

| Date | Compétition           | Lieu      | Résultat | Épreuve    |
| ---- | --------------------- | --------- | -------- | ---------- |
| 1948 | Jeux olympiques       | Londres   | 4e       | 80 m haies |
| 1950 | Championnats d'Europe | Bruxelles | 4e       | 4 x 100 m  |

- Sélectionnée pour les Jeux olympiques d'été de 1948, à Londres, elle participe à l'épreuve du 80 m haies, se classant quatrième de l'épreuve dans le temps de 11 s 8[4].

- Lors des Jeux olympiques d'été de 1952, à Helsinki, elle atteint les demi-finales du 80 m haies, les quarts de finale du 100 m, et s'incline dès le premier tour du relais 4 x 100 m.

## Records
| Épreuve    | Performance | Lieu | Date |
| ---------- | ----------- | ---- | ---- |
| 100 m      | 12 s 3      |      | 1949 |
| 200 m      | 25 s 6      |      | 1952 |
| 80 m haies | 11 s 3      |      | 1952 |